# Ик (племя)
Ик — племя охотников-собирателей, в основном проживающее в горах на территории района Ик на северо-востоке Уганды, вдоль границы с Кенией и Южным Суданом. Насчитывает около 14 тысяч человек. Язык ик относится к кулякской группе нило-сахарских языков.
В изданной в 1972 году книге «Люди гор» антрополог Колин Тёрнбулл описывал племя ик как достигшее вершины индивидуализма, называл его представителей лишёнными любви, негостеприимными и недружелюбными. Эгоистичное поведение, проявляющееся в том числе в жестоком обращении с детьми и стариками, он объяснял как адаптацию к условиям дефицита ресурсов. Согласно Тёрнбуллу, поведение ик было настолько ужасающим, что называть его зверским было бы «оскорбительным по отношению к животным». Антрополог рекомендовал правительству Уганды прибегнуть к культурному геноциду в отношении племени: организовать подобие военной операции, чтобы, не взирая на возраст, пол и родственные связи, собрать всех представителей ик в группы по десять человек и расселить в отдалённых районах страны, уничтожив их культуру, в том числе и их язык.
Утверждения Тёрнбулла были неоднозначно восприняты профессиональным сообществом, но получили распространение среди широкой аудитории. О его книге писали в The New York Times и журнале Time, Королевская шекспировская труппа поставила по ней пьесу. Описанное Тёрнбуллом пересказывалось в таких популярных книгах как «Жизнь клетки» и «Эгоистичный ген».
Результаты дальнейших исследований племени ик противоречат описанию Тёрнбулла.